# Оялес-де-Роа
Оялес-де-Роа (ісп. Hoyales de Roa) — муніципалітет в Іспанії, у складі автономної спільноти Кастилія-і-Леон, у провінції Бургос. Населення — 250 осіб (2010).
Муніципалітет розташований на відстані близько 140 км на північ від Мадрида, 75 км на південь від Бургоса.

## Демографія
Динаміка населення (INE ):